# Armistizio di Mosca

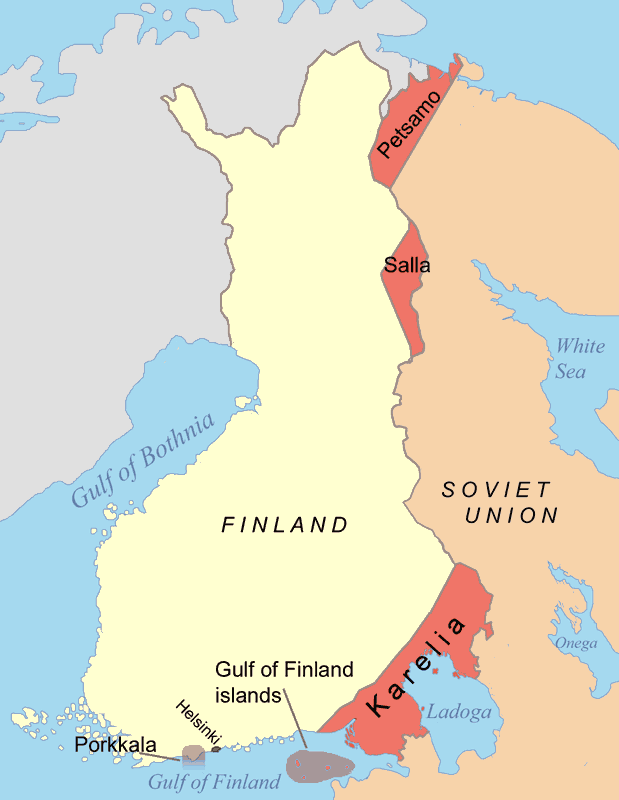
Territori che la Finlandia cedette all'Unione sovietica dopo la Guerra di continuazione. Porkkala venne riottenuta dalla Finlandia nel 1956.

L'armistizio di Mosca è un armistizio firmato dalla Finlandia e dall'Unione sovietica il 19 settembre 1944 al termine della guerra di continuazione.
L'ultimo trattato di pace tra i due stati fu siglato a Parigi nel 1947.

## Condizioni di pace
Le condizioni di pace erano simili a quelle accettate nel trattato di Mosca del 1940 al termine della guerra d'inverno: la Finlandia fu obbligata a cedere parte della Carelia e di Salla, oltre ad alcune isole nel golfo di Finlandia. Il nuovo armistizio aggiunge la cessione di Petsamo e Porkkala (quest'ultima per un periodo di cinquant'anni) all'URSS.
Altre condizioni includevano il pagamento di 300 milioni di dollari all'Unione sovietica come risarcimento di guerra. La Finlandia accettò di legalizzare le organizzazioni ed i partiti comunisti e di bandire quelle organizzazioni che l'URSS avesse segnalato come "fasciste". I responsabili di guerra dovettero essere arrestati e giudicati: un caso eclatante fu quello di Risto Ryti. L'armistizio obbligò la Finlandia ad espellere le truppe tedesche dal proprio territorio, costringendo le truppe finlandesi ad impegnarsi in una campagna militare in Lapponia.